# Mikuláš Schneider-Trnavský
Mikulas Schneider-Trnavsky (født 24. maj 1881 i Trnava, død 28. maj 1958 i Bratislava, Slovakiet) var en slovakisk komponist, dirigent og lærer.
Schneider-Trnavsky studerede komposition på Musikkonservatorierne i Budapest, Wien og Prag hos bl.a. Karel Stecker.
Han har skrevet en symfoni, orkesterværker, operetter, kammermusik, scenemusik, korværker, religiøseværker etc.
Schneider-Trnavsky var mest optaget af religiøse værker og sange. Han var korleder af koret i domkirken i Trnavsky .

## Udvalgte værker
- Symfoni (i E-mol) "Reminiscens" (1955-56) - for orkester